# Aloe labiaflava
Aloe labiaflava é uma espécie de liliopsida do gênero Aloe, pertencente à família Asphodelaceae.